# Supercopa de Brasil 2023
La Supercopa de Brasil 2023 fue la sexta edición de la Supercopa de Brasil. Una competición de fútbol brasileña, organizada por la CBF, que reúne a los equipos campeones del Campeonato Brasileño y la Copa de Brasil del año anterior. La competencia se decidió en un solo partido disputado el 28 de enero de 2023.
El partido fue disputado por Palmeiras, campeón del Brasileirão 2022, y Flamengo, campeón de la Copa de Brasil 2022. 
El conjunto paulista superó a su rival por el marcador de 4-3 convirtiéndose en Supercampeón de Brasil por primera vez.

## Sede
En octubre de 2022, federaciones del nordeste postularon para ser sede de la Supercopa de Brasil 2023, entre ellas la Federação Pernambucana de Futebol, que propuso que el partido se realice en la Arena Pernambuco (Recife). La Federação Cearense de Futebol que presentó la Arena Castelão (Fortaleza) y la Federação Norte-rio-grandense de Futebol propusieron la Arena das Dunas (Natal), además de tener el estadio Mané Garrincha (Brasilia) como candidato para sede del torneo, siendo este último el escogido para albergar el encuentro.
El 2 de noviembre de 2022, la CBF anunció —con la confirmación del título del Palmeiras, en el Campeonato Brasileño de 2022— que la Supercopa do Brasil, en 2023, se realizaría el 28 de enero, pero aún sin lugar definido.
Durante un evento de la Conmebol en Doha, el presidente de la CBF, Ednaldo Rodrigues, indicó que la fecha de la Supercopa dependería de la definición de la fecha de la Copa Mundial de Clubes de la FIFA 2022, ya que Flamengo estaría en ambos eventos. En cuanto a la ubicación, el presidente de la CBF también informó que había dos propuestas para realizar la competencia, en Arabia Saudita o en Estados Unidos, pero esta decisión también estaría relacionada con la Copa del Mundo. El presidente no desveló los valores de las propuestas, pero destacó que el premio sería muy superior y las propuestas implicarían, además de la edición de 2023, las próximas cuatro ediciones.
El 11 de enero de 2023, la CBF anunció que la disputa tendría lugar el 28 de enero, en el estadio Mané Garrincha, en Brasilia.

## Participantes
|  | Bandera del estado de São Paulo      |  | Palmeiras |  | Campeón del Campeonato Brasileño Serie A (2022) |
|  | Bandera del estado de Río de Janeiro |  | Flamengo  |  | Campeón de la Copa de Brasil (2022)             |

## Partido
| 28 de enero   | Palmeiras                                                 | 4:3 (2:1) | Flamengo                                    | Estadio Mané Garrincha, Brasilia                           |                                                            |
| 16:30 (UTC-3) | Raphael Veiga 38', 58' (pen.) · Gabriel Menino 45+4', 74' | Reporte   | Gabriel Barbosa 26' (pen.), 51' · Pedro 61' | Asistencia: 56 095 espectadores Árbitro(s): Wilton Sampaio | Asistencia: 56 095 espectadores Árbitro(s): Wilton Sampaio |

|  |  |

| POR           | 21 | Weverton          |       |     |
| DEF           | 2  | Marcos Rocha      |       |     |
| DEF           | 15 | Gustavo Gómez     |       |     |
| DEF           | 26 | Murilo            |       |     |
| DEF           | 22 | Joaquín Piquerez  |       |     |
| MED           | 25 | Gabriel Menino    | 45+6' | 79' |
| MED           | 8  | Zé Rafael         |       | 86' |
| MED           | 23 | Raphael Veiga     |       |     |
| DEL           | 7  | Dudu              |       | 86' |
| DEL           | 10 | Rony              |       | 86' |
| DEL           | 16 | Endrick           |       | 64' |
| Cambios:      |    |                   |       |     |
| POR           | 42 | Marcelo Lomba     |       |     |
| DEF           | 4  | Benjamín Kuscevic |       |     |
| DEF           | 6  | Vanderlan         |       |     |
| DEF           | 12 | Mayke             |       | 64' |
| DEF           | 13 | Luan              |       | 86' |
| MED           | 11 | Bruno Tabata      |       |     |
| MED           | 20 | Eduard Atuesta    |       |     |
| MED           | 30 | Jailson           |       | 79' |
| DEL           | 17 | Giovani           |       |     |
| DEL           | 18 | José Manuel López |       |     |
| DEL           | 19 | Breno Lopes       |       | 86' |
| DEL           | 29 | Rafael Navarro    |       | 86' |
| Entrenador:   |    |                   |       |     |
| Abel Ferreira |    |                   |       |     |

| POR           | 1  | Santos                 |       |     |
| DEF           | 2  | Guillermo Varela       |       | 75' |
| DEF           | 23 | David Luiz             | 36'   |     |
| DEF           | 4  | Léo Pereira            |       |     |
| DEF           | 6  | Ayrton Lucas           |       | 88' |
| MED           | 8  | Thiago Maia            |       |     |
| MED           | 20 | Gerson                 |       | 79' |
| MED           | 7  | Éverton Ribeiro        | 90+5' |     |
| MED           | 14 | Giorgian de Arrascaeta |       | 75' |
| DEL           | 10 | Gabriel Barbosa        | 26'   |     |
| DEL           | 9  | Pedro                  | 90+8' |     |
| Cambios:      |    |                        |       |     |
| POR           | 25 | Matheus Cunha          |       |     |
| DEF           | 3  | Rodrigo Caio           |       |     |
| DEF           | 15 | Fabrício Bruno         |       |     |
| DEF           | 16 | Filipe Luís            |       |     |
| DEF           | 30 | Pablo                  |       |     |
| DEF           | 34 | Matheuzinho            |       | 75' |
| MED           | 5  | Erick Pulgar           |       |     |
| MED           | 32 | Arturo Vidal           |       | 79' |
| MED           | 42 | Matheus França         |       | 88' |
| DEL           | 11 | Everton                |       | 75' |
| DEL           | 31 | Marinho                | 90+6' |     |
| DEL           | 46 | Mateusão               |       |     |
| Entrenador:   |    |                        |       |     |
| Vítor Pereira |    |                        |       |     |

| Jugador del partido: Raphael Veiga (Palmeiras) Árbitros asistentes: Bruno Boschilia (Paraná) Bruno Raphael Pires (Goiás) Cuarto árbitro: Savio Pereira Sampaio (Goiás) Árbitro asistente de video: Rodrigo D'Alonso Ferreira (Santa Catarina) | Reglas de juego - 90 minutos. - Tiros desde el punto penal si el marcador sigue empatado. - Doce suplentes nominados. - Máximo de cinco substituciones. |

|                                 |
| Bandera del estado de São Paulo |
| Campeón Palmeiras 1.er título   |